# راولی (حوزه سرشماری)، ماساچوست
راولی (به انگلیسی: Rowley) یک منطقهٔ مسکونی در ایالات متحده آمریکا است که در شهرستان اسکس، ماساچوست واقع شده‌است. راولی ۴٫۵۱ کیلومتر مربع مساحت و ۱٬۴۱۶ نفر جمعیت دارد و ۱۴ متر بالاتر از سطح دریا واقع شده‌است.